# Perfect Night: Live in London
Perfect Night: Live in London  è un album dal vivo di Lou Reed pubblicato nel 1998.

## Tracce
Testi e musiche di Lou Reed
1. I'll Be Your Mirror
2. Perfect Day
3. The Kids
4. Vicious
5. Busload of Faith
6. Kicks
7. Talking Book
8. Into the Divine
9. Coney Island Baby
10. New Sensations
11. Why Do You Talk
12. Riptide
13. The Original Wrapper
14. Sex with Your Parents
15. Dirty Blvd

## Musicisti
- Lou Reed - chitarra, voce
- Mike Rathke - chitarra
- Fernando Saunders - basso
- Tony Thunder Smith - batteria